# Jake Lloyd
Jake Matthew Lloyd (Fort Collins, 1989. március 5. –), más néven Jake Broadbent visszavonult amerikai színész.
Legemlékezetesebb alakítása a gyermek Anakin Skywalker volt a Star Wars I. rész – Baljós árnyak (1999) című filmben. A szereplő hangját több videójátékban is kölcsönözte.

## Gyermekkora
Jake Matthew Lloyd a coloradói Fort Collinsban született.
Az Indiana állambeli Carmelben járt a Carmel High Schoolba, ahol 2007-ben végzett.

## Színészi pályafutása
Hétéves korában, 1996-ban kezdett színészkedni, ebben az évben a Vészhelyzet című kórházi sorozat négy epizódjában szerepelt, mint Jimmy Sweet. 1996-ban a Csillagot az égről című filmben az egyik főszereplő, Monica (Marisa Tomei) fiát, Jake Warrent játszotta. A Ugyanebben az évben a Hull a pelyhes (1996) című karácsonyi vígjátékban Jamie Langstont, az Arnold Schwarzenegger által alakított egyik főszereplő fiát alakította. Szintén 1996-ban az Apollo 11 című dokudrámában is látható volt Mark Armstrong, az űrhajós Neil Armstrong fiának szerepében.
Világhírre 1999-ben tett szert, amikor George Lucas őt választotta ki az ifjú Anakin Skywalker megformálására a Star Wars I. rész – Baljós árnyak című filmben, az előzménytrilógia nyitódarabjában. 2001-ben még szerepelt a Die with Me című drámában és a Madison című sportfilmben, ezután visszavonult a filmezéstől.

### Visszavonulása után
Miután 2001-ben visszavonult a színészkedéstől, Lloyd továbbra is fellépett sci-fi és képregényfesztiválokon. 2012-ben bejelentette, hogy egy dokumentumfilmet fog rendezni, amely az Indiában élő tibeti menekülteket mutatja be. 2012-ben kapott megbízást Mallory Low énekesnő reklámvideójának elkészítésére. A Star Wars II. rész – A klónok támadása című filmben a fiatal Boba Fettet alakító Daniel Logan is szerepelt a videóban. Lloyd Hollywoodból Chicagóba ment, és egy szemeszter után otthagyta a Columbia College Chicagót, ahol filmet és pszichológiát tanult.

## Magánélete

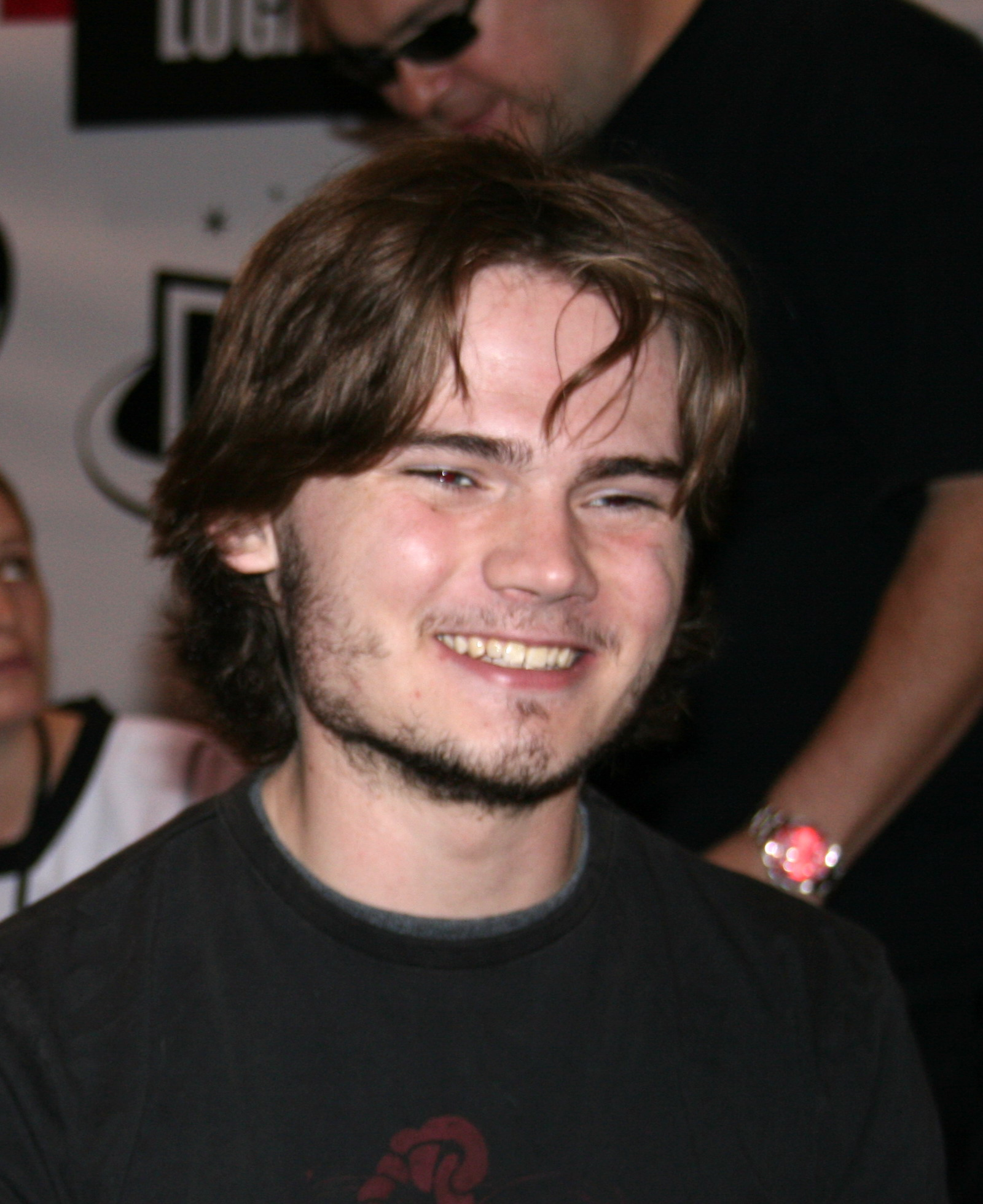
Lloyd 2007 augusztusában

2012-ben Lloyd kifejtette, hogy a színészkedéstől való visszavonulását 2001-ben az iskolai zaklatás és a sajtó zaklatása okozta, mindkettőt a Baljós árnyakban játszott szerepe miatt kellett elszenvednie.
2015 márciusában a rendőrség egy állítólagos támadásra reagált, amelyet Lloyd az édesanyja, Lisa Riley ellen követett el. Az Indianapolis-i rendőrségnek tett nyilatkozatában Riley azt állította, hogy Lloyd megérkezett a házához és verbálisan szidalmazni kezdte. Ezután a férfi fizikai bántalmazástól sem riadt vissza, de a nő nem tett feljelentést és elárulta: Lloydot skizofréniával diagnosztizálták, de akkoriban nem szedte gyógyszereit.
2015. június 17-én Lloydot Dél-Karolinában Jake Broadbent néven letartóztatták gondatlan vezetés, jogosítvány nélküli vezetés és a letartóztatásnak való ellenállás miatt; nem állt meg a piros lámpánál, ami egy nagy sebességű rendőrségi üldözést indított el. A június 22-i meghallgatáson az óvadékát 10 700 dollárban állapították meg. Június 23-án Lloyd édesanyja azt nyilatkozta a TMZ-nek, hogy Lloyd skizofréniában szenved, és hogy "a család azt tervezi, hogy megpróbál újra segítséget szerezni neki [...], amint kiengedik a börtönből". Lloydot nem engedték szabadon óvadék ellenében.
2016 áprilisában, miután 10 hónapig tartották fogva a Colleton Megyei Büntetés-végrehajtási Központban, Lloydot skizofrénia diagnózisa miatt a börtönből pszichiátriai intézetbe szállították.
2020 januárjában a családja kiadott egy közleményt, mely szerint közelebb költözött a családjához, és hivatalosan is paranoid skizofréniát diagnosztizáltak nála.

## Filmográfia

### Film
| Év   | Magyar cím                        | Eredeti cím                               | Szerep           | Megjegyzés |
| ---- | --------------------------------- | ----------------------------------------- | ---------------- | --- |
| 1996 | Csillagot az égről                | Unhook the Stars                          | J.J.             | |
| 1996 | Hull a pelyhes                    | Jingle All the Way                        | Jamie Langston   | |
| 1999 | Star Wars I. rész – Baljós árnyak | Star Wars: Episode I – The Phantom Menace | Anakin Skywalker | Young Artist Award a legjobb tíz évvel fiatalabb vagy idősebb férfi mellékszereplőnek Jelölve – Arany Málna díj a legrosszabb férfi mellékszereplőnek Jelölve – Szaturnusz-díj a legjobb fiatalabb színészi alakításért |
| 2001 |                                   | Die with Me                               | Mickey Cooper    | |
| 2001 | Madison                           | Madison                                   | Mike McCormick   | |

### Televízió

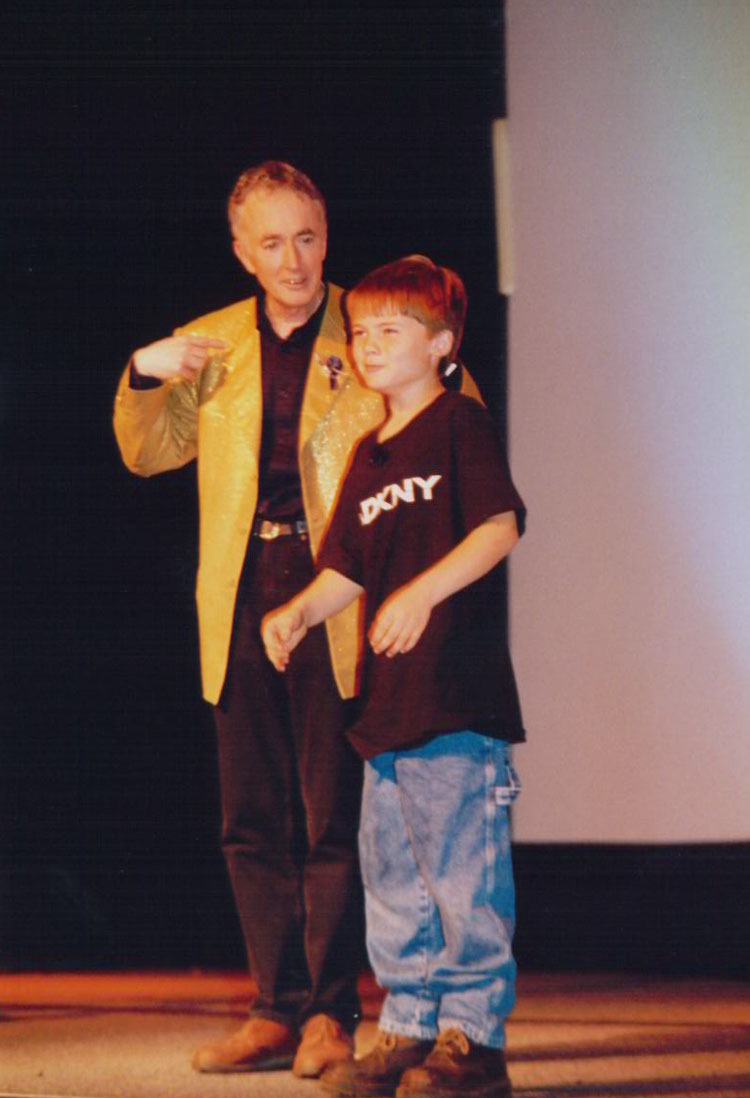
Lloyd (jobbra) és Anthony Daniels az Star Wars rendezvényen 1999-ben

| Év        | Magyar cím         | Eredeti cím       | Szerep                                 | Megjegyzés |
| --------- | ------------------ | ----------------- | -------------------------------------- | ---------- |
| 1996      | Vészhelyzet        | ER                | Jimmy Sweet                            | 4 epizód   |
| 1996      | Apollo 11          | Apollo 11         | Mark Armstrong                         | tévéfilm   |
| 1996–1999 | A Kaméleon         | The Pretender     | Ronnie Collins / fiatal Angelo / Timmy | 5 epizód   |
| 1998      | Virtuális szerelem | Virtual Obsession | Jack                                   | tévéfilm   |

### Videójátékok
| Év   | Cím                                       | Szinkronszerep   |
| ---- | ----------------------------------------- | ---------------- |
| 1999 | Star Wars: Episode I – The Phantom Menace | Anakin Skywalker |
| 1999 | Star Wars Episode I: Racer                | Anakin Skywalker |
| 2000 | Star Wars Episode I: Jedi Power Battles   | Anakin Skywalker |
| 2001 | Star Wars Galactic Battlegrounds          | Anakin Skywalker |
| 2001 | Star Wars: Super Bombad Racing            | Anakin Skywalker |
| 2002 | Star Wars Racer Revenge                   | Anakin Skywalker |

## Fordítás
- Ez a szócikk részben vagy egészben  a   Jake Lloyd című angol Wikipédia-szócikk fordításán alapul.  Az eredeti cikk szerkesztőit annak laptörténete sorolja fel. Ez a jelzés csupán a megfogalmazás eredetét és a szerzői jogokat jelzi, nem szolgál a cikkben szereplő információk forrásmegjelöléseként.